# 自由党 (クロアチア)
自由党（クロアチア語:Liberalna stranka、略称:LS）は、かつて存在したクロアチアの政党。
自由主義インターナショナルと欧州自由民主改革党に加盟していた。解党時の党首はズラトコ・ベナシッチ。
1997年、ヴラディミル・ゴトヴァツによって創設される。2000年総選挙で2議席を得、クロアチア社会民主党と連立政権を組み、閣僚1名を出した。2003年総選挙でも社会民主党と選挙協力をして2議席を維持した。しかし、選挙後、連立政権から離脱する。イヴォ・バナツはクロアチア人民党およびクロアチア人民党・自由民主党（LIBRA）との提携強化、新党結成に動いたが、ズラトコ・クラマリッチら党内反対派の抵抗にあい挫折を余儀なくされた。結局、バナツは党大会で解任されてしまう。
2005年地方選挙の後、クロアチア社会自由党との間で合併交渉を開始する。2006年、社会自由党に統合された。一部反対派は離党して新たにダルマチア自由党を結成した。